# The Hertz Corporation
The Hertz Corporation je americká síť autopůjčoven. Své sídlo má firma ve státě Florida, v tamním městě Estero. Firma vznikla roku 1918, vlivem čehož se řadí ve svém oboru podnikání k nejstarším na světě.

## Historie
Společnost založil Walter L. Jacobs a společnost tehdy sídlila v Chicagu, ve státě Illinois. Zpočátku nabízela k pronájmu celkem dvanáct automobilů Ford T. Během následujících pěti let tento počet padesátkrát zvýšila, takže se dostala na úroveň šesti set vozidel. Následně se o firmu začali zajímat investoři. Roku 1923 ji odkoupil John Daniel Hertz, židovský podnikatel, jehož rod pocházel ze Slovenska, z obce Sklabiňa ležící u města Martin na severozápadě země. Za další tři roky (1926) společnost od Hertze odkoupila firma General Motors. V polovině dvacátého století (roku 1950) začala autopůjčovna podnikat i v Evropě, a to ve Francii. Do České republiky, respektive Československa se dostala až v roce sametové revoluce (1989).
Na počátku 21. století, roku 2002, zahájila půjčování automobilů na čínském trhu, čímž se stala první společností světa podnikající v tomto segmentu na tamním trhu. O tři roky později, na konci srpna 2005, disponovala společnost Hertz autoparkem o velikosti 426 tisíc vozidel, které půjčovala. Od roku 2006 se portfolio nabízených automobilů rozrostlo o ekologická, palivově úsporná vozidla, když firma začala k pronájmu nabízet Toyotu Prius, což je světově první sériově vyráběné plynové a elektrické hybridní vozidlo.
V závěru druhé dekády 21. století je Hertz po firmě Enterprise klasifikována coby druhá největší půjčovna automobilů ve Spojených státech amerických, jež po celém světě, ve 150 zemích, provozuje autopůjčovny jak pod svým jménem Hertz, tak dále pod obchodními značkami Dollar a Thrifty. Celkem má více než deset tisíc franšízových poboček a zaměstnává okolo 38 tisíc zaměstnanců.